# Naturschutzgebiet Holzplatz
Das Naturschutzgebiet Holzplatz liegt im Kreis Unna in Nordrhein-Westfalen. Das etwa 27 ha große Gebiet, das im Jahr 1992 unter Naturschutz gestellt wurde, erstreckt sich südlich des Kernortes Bönen an der am südlich Rand verlaufenden Landesstraße L 663. Westlich des Gebietes verläuft die A 1. 
Die Unterschutzstellung erfolgt 
- zur Erhaltung, Entwicklung und Wiederherstellung von Lebensgemeinschaften und Biotopen bestimmter wildlebender Tier- und Pflanzenarten. Als Biotope bzw. Lebensgemeinschaften gelten hier insbesondere ein Löschwasserteich im Nordwesten, Weiher und periodische Kleingewässer, Stein- und Abraumhügel, vegetationsarme Schotterfluren, halbruderale Trockenrasen, kräuterreiche Halbtrockenrasen, halbruderale Grasfluren, Hochstaudenfluren, Pioniergesellschaften an Gewässerufern, wärmeliebende Gebüsche, Gehölzbestände an den Grenzen des Naturschutzgebiets
- aus wissenschaftlichen Gründen